# Maria Jacobi (Politikerin, 1906)

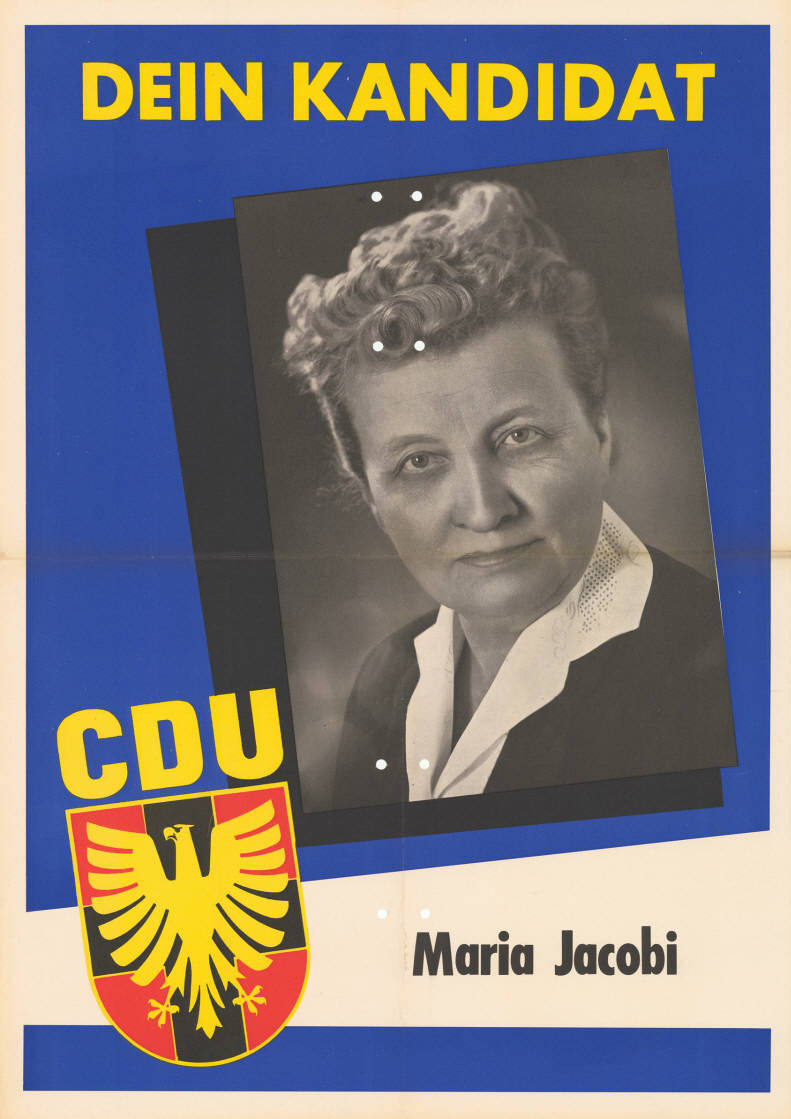
Maria Jacobi auf einem Wahlplakat zur Landtagswahl in Nordrhein-Westfalen 1958

Maria Jacobi (* 6. April 1906 in Neumark in Westpreußen als Maria Buchholz; † 16. September 1994 in Bornheim (Rheinland)) war eine deutsche Politikerin (Zentrum, CDU).

## Leben und Beruf
Jacobi wurde als Tochter des späteren Reichstagsabgeordneten Bernhard Buchholz geboren. Nach dem Abitur 1924 in Breslau studierte sie ab 1925 Philologie und Naturwissenschaften an den Universitäten Breslau, Innsbruck und Berlin. Sie legte 1932 das Erste Staatsexamen ab, war anschließend als Referendarin in Breslau tätig und beendete das Studium 1934 mit dem Zweiten Staatsexamen am Provinzialschulkollegium Breslau. Bis 1935 war sie Studienassessorin an der Frauenoberschule der Ursulinen in Breslau-Carlowitz, trat aber dann nicht in den Schuldienst ein, da sie noch im gleichen Jahr den Chemiker Karl-Rudolf Jacobi heiratete und nach Ludwigshafen am Rhein zog. Sie siedelte 1941 mit ihrer Familie nach Schkopau über, zog nach dem Zweiten Weltkrieg nach Westdeutschland und ließ sich in Marl nieder.

## Partei
Jacobi war bis zur Auflösung 1933 Mitglied des Zentrums. 1946 trat sie der CDU bei.

## Abgeordnete
Jacobi gehörte von 1948 bis 1970 dem Stadtrat von Marl an und war dort von 1958 bis 1964 Vorsitzende der CDU-Fraktion. Von 1953 bis 1956 war sie Mitglied des der Landschaftsversammlung von Westfalen-Lippe. Dem Deutschen Bundestag gehörte sie von 1961 bis 1972 an. Sie war stets über die Landesliste der CDU Nordrhein-Westfalen ins Parlament eingezogen. Von 1965 bis 1972 war sie Vorsitzende des Petitionsausschusses des Bundestages.